# جبير بن إياس
جبير بن إياس بن خالد بن مُخَلد الخزرجي الأنصاري صحابي جليل من قبيلة الخزرج من الأنصار شهد مع النبي محمد ﷺ غزوة بدر وغزوة أحد.